# Gordon Matta-Clark
Gordon Matta-Clark (geboren als Gordon Roberto Echaurren Matta; New York, 22 juni 1943 — aldaar 27 augustus 1978) was een Amerikaans kunstenaar die bekendheid verwierf met zijn In situ-werken.

## Biografie
Gordon Matta-Clark was een kind van de Amerikaanse kunstenares Anne Clark en de Chileense beeldhouwer Roberto Matta. Hij studeerde architectuur aan de Cornell-universiteit van 1962 tot en met 1968. In 1971 nam hij de achternaam van zijn moeder over en veranderde zijn naam in Gordon Matta-Clark.
Ondanks zijn opleiding architectuur heeft Matta-Clark nooit bouwwerken gerealiseerd. Hij beschouwde gebouwen in de eerste plaats als basis voor beeldhouwwerken. Panden die klaar stonden om gesloopt te worden gaf hij een laatste functie als kunstwerk. Dit deed hij door middel van ‘Splittings’ (doormidden zagen van een pand) of ‘Cuttings’ (gaten in het pand aan brengen om het daglicht binnen te laten). In 1976 pleegde zijn tweelingbroer Batan zelfmoord door uit het raam van Matta-Clarks atelier te springen. Hierop verliet  hij New York en vertrok naar Europa. In een Parijse galerie maakte Matta-Clark het werk 'Descending steps for Batan' door een diep gat te graven in de vloer. In de vier weken dat deze tentoonstelling geopend was, groef de kunstenaar steeds verder aan een onderaardse gang. Dit resulteerde in een twaalf meter diep monument voor zijn overleden broer.
In 1977 nodigde Flor Bex, directeur van het Internationaal Cultureel Centrum (ICC), Gordon Matta-Clark uit om een pand aan de Ernest Van Dijckkaai in Antwerpen te bewerken. Matta-Clark sneed cirkels en maansikkels uit de vloeren en plafonds. Hij vormde het gebouw zo om tot een kijkdoos. Het pand werd, ter ere van de vierhonderdste verjaardag van de Antwerpse barokschilder Peter Paul Rubens Office Baroque gedoopt.
Op 27 augustus 1978 overleed Matta-Clark op 35-jarige leeftijd aan de gevolgen van pancreaskanker.

## Nalatenschap
Kort na Matta-Clark’s overlijden in 1978 kwam Flor Bex met het voorstel om Office Baroque, het enige bewerkte gebouw van Matta-Clark dat nog overeind stond, te bewaren als hommage aan de kunstenaar. Het zou de kern worden van een nieuw te bouwen museum voor hedendaagse kunst in Antwerpen. De Stichting Gordon Matta-Clark werd opgericht om de nodige fondsen te werven en talrijke kunstenaars uit binnen- en buitenland schonken werk om te laten veilen. In 1980, nog voor de veiling kon plaatsvinden, besliste de projectontwikkelaar van de site om het pand te slopen. Bex stelde voor om de 150 kunstwerken terug te geven aan de makers. De kunstenaars stelden echter voor dat het ICC de werken zou houden en gebruiken als basis voor een nieuw museum.
Op 20 september 1985 opende in Antwerpen het M HKA met de kunstwerken van de Stichting Gordon Matta-Clark als aanzet voor de eigen collectie. De eerste tentoonstelling was gewijd aan het oeuvre van Gordon Matta-Clark.

## Werk in openbare collecties (selectie)
- A Gold Leafed Photo-Fried Xmass Tree (1971), Kröller-Müller Museum, Otterlo
- Walls Paper (1972), Tate Modern, Londen
- Food (1972), MoMa, New York
- Over the hill and Off with the Hair (1975), Canadian Centre for Architecture, Montreal
- Substrait (Underground Dailies) (1976), M HKA, Antwerpen
- Study for “Office Baroque” (1977), Guggenheim, New York
- Office Baroque (Doors Crossing) (1977), M HKA, Antwerpen